# Prairiehaas
De prairiehaas (Lepus townsendii) is een haas die voorkomt in het zuiden van Canada, het Amerikaanse Middenwesten en de Rocky Mountains. De prairiehaas is uitgestorven in het nationaal park van Yellowstone.
Zoals alle hazen behoort de prairiehaas tot de familie van de hazen en konijnen Leporidae. Er zijn twee beschreven ondersoorten: L. townsendii townsendii en L. townsendii campanius. De vacht is geel- tot grijsbruin gekleurd aan de bovenzijde, aan de onderzijde wit. Een opvallend onderscheid met andere hazen is de witte staart, in het Engels spreekt men daarom ook van de "white-tailed jackrabbit". In het noorden van zijn verspreidingsgebied en in het gebergte krijgt deze haas in de winter een witte vacht, net zoals andere hazensoorten.
De prairiehaas voedt zich met gras, kruiden, twijgen en schors. Hij leeft solitair en is vooral 's nachts actief, overdag trekt hij zich terug. In de vlucht bereikt de haas tot 55 km/h.
De paartijd ligt tussen februari en juli. In koudere streken werpt deze haas eenmaal per jaar, in warmere streken tot viermaal per jaar.